# Іванова Ліна Вікторівна
Іванова Ліна Вікторівна — херсонська письменниця, член Міжрегіональної Спілки письменників України та Міжнародної Спілки письменницьких союзів.

## Життєпис
Народилася в Херсоні 7 серпня 1978 року в сім'ї службовців. Батько Ліни Іванової більше тридцяти років працював на судноремонтному заводі ім. Куйбишева інженером  технологом, мати — старша медична сестра дитячої поліклініки № 1.
З дитинства дуже любила читати книги, захоплювалася історією. Перший свій літературний твір написала в 1994 році (в віці 12 років). У 1995 році майбутня
письменниця закінчила середню школу № 55 із золотою медаллю, а у 2000 році з відзнакою — Херсонський державний технічний університет за спеціальністю «Облік та аудит». Цього ж року почала трудову діяльність як бухгалтер у ВАТ «Херсонські комбайни». Із серпня 2001 року бухгалтер у Херсонському обласному товаристві мисливців і рибалок.
З грудня 2010 року — член Конгресу літераторів України. Першу книгу видала у 2005 році. З 2006 року — член літературної студії «Парус надежды» Російського центру в Херсоні.
З червня 2008 року — член літературних студій «Кулішева криниця», «Гостинная Лады Федоровской».

## Список видань
1. Разбойники из Наварры: повесть. — Херсон: Айлант, 2005. — 56 с.
2. «Не думай о секундах свысока…»: повесть. — Херсон: Айлант, 2005. —  28 с.
3. Во имя любви, или Лукреция Ивелли: (реквием первой любви). — Херсон: Айлант, 2007. — 60 с.
4. Чаша вины: повесть / ред. И. С. Цветкова; худож. О. С. Оноприенко. — Херсон: Айлант, 2007. — 124 с.
5. Девушка в белом шарфе: повесть. — Херсон: Айлант, 2008. — 63 с.
6. В поисках утраченного счастья: роман / предисл. Н. И. Братана. — Херсон: Айлант, 2008. — 274 с.
7. О любви: повести и рассказы. — Херсон: Айлант, 2009. — 162 с.
8. Самое дорогое: рассказі, повести. — Херсон: Айлант, 2014. — 48 с.
9. Перлини смаглявої Таврії: зб. творів переможців другого Херсонського міського конкурсу творчості ім. Миколи Братана. — Херсон, 2015. — С. 135—149.
10. Дневник одинокой души: повесть. — Херсон, 2010. — 48 с.
11. Шумел прибой… : повесть. — Херсон: Айлант, 2011. — 56 с.